# Imrich Stacho
Imrich Stacho (4 listopada 1931 w Trnawie - 10 stycznia 2006) słowacki bramkarz. Grał w reprezentacji Czechosłowacji w piłce nożnej w 23 meczach i zdobył 1 gola z rzutu karnego przeciwko Irlandii.
Wystąpił na MŚ 1954 i na MŚ 1958.
Stacho grał dla Spartaka Trnawa. W czasie służby wojskowej, grał także dla ATK Praha.